# Palais Wertheim

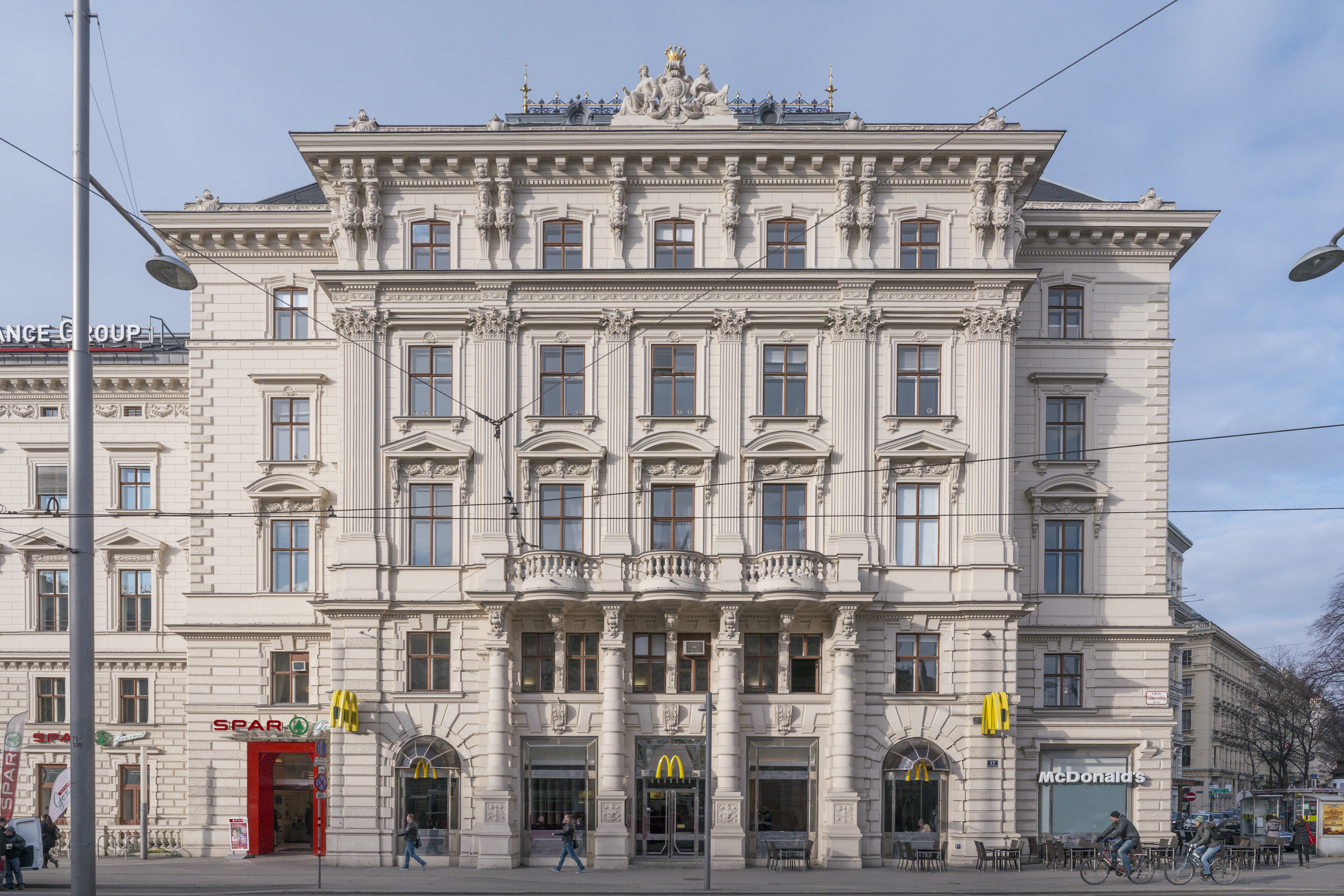
Palais Wertheim

Das Palais Wertheim ist ein Palais im Ringstraßenstil und befindet sich am Schwarzenbergplatz 17 / Kärntner Ring 18 im 1. Wiener Gemeindebezirk.
Das vom Industriellen Franz Freiherr von Wertheim bei Heinrich Freiherr von Ferstel in Auftrag gegebene Palais wurde von 1864 bis 1868 errichtet und 1910 in ein Wohn- und Bürogebäude umgewandelt. Am 27. Juli 1977 eröffnete im Parterre des Palais die erste österreichische McDonald’s-Filiale.